# Академическая гребля на летних Олимпийских играх 2012 — восьмёрки (женщины)
Соревнования среди восьмёрок по академической гребле среди женщин на летних Олимпийских играх 2012 прошли c 29 июля по 2 августа на гребном канале Дорни. Приняло участие 7 экипажей.
Олимпийскими чемпионками стали американки.

## Призёры
| Золото | Серебро | Бронза |
| США · Эрин Кафаро · Сьюзан Франсия · Эстер Лофгрен · Тейлор Ритцель · Меган Мусницки · Элеанор Логан · Кэролайн Линд · Кэрин Дэвис · Мэри Уиппл | Канада · Джанин Хансон · Рейчел Винберг · Криста Гюлуан · Лорен Уилкинсон · Натали Мастраччи · Эшли Бжозович · Дарси Марквардт · Андреанн Морен · Лесли Томпсон-Уилли | Нидерланды · Якобин Венховен · Нинке Кингма · Шанталь Ахтенберг · Ситске де Грот · Ролин Репелар ван Дрил · Клаудия Белдербос · Карлин Бау · Аннемик де Хан · Анне Схеллекенс |

## Соревнование

### Предварительный этап
Победители заездов напрямую проходят в финал соревнований. Все остальные попадают в утешительный заезд, где будут разыграны ещё четыре места в финале.

#### Заезд 1
| Место | Команда        | Спортсмены | Время   |
| ----- | -------------- | --- | ------- |
| 1     | США            | Эрин Кафаро, Сьюзан Франсия, Эстер Лофгрен, Тейлор Ритцель, Меган Мусницки, Элеанор Логан, Кэролайн Линд, Кэрин Дэвис, Мэри Уиппл      | 6:14,68 |
| 2     | Австралия      | Ханна Вермерш, Рене Чаттертон, Робин Селби Смит, Сара Кук, Тесс Джерранд, Александра Хаган, Салли Кехо, Фуб Стэнли, Элизабет Патрик    | 6:20,89 |
| 3     | Великобритания | Оливия Уитлам, Луиза Рив, Джессика Эдди, Линдси Магир, Наташа Пейдж, Анабель Вернон, Кэтрин Гривз, Виктория Торнли, Кэролин О'Коннор   | 6:23,51 |
| 4     | Германия       | Роня Шютте, Юлия Лепке, Даниэла Шульце, Катрин Тим, Ульрике Зенневальд, Надя Дригалла, Катрин Марханд, Констанце Зиринг, Лаура Швензен | 6:34,32 |

#### Заезд 2
| Место | Команда    | Спортсмены | Время   |
| ----- | ---------- | --- | ------- |
| 1     | Канада     | Джанин Хансон, Рейчел Винберг, Криста Гюлуан, Лорен Уилкинсон, Натали Мастраччи, Эшли Бжозович, Дарси Марквардт, Андреанн Морен, Лесли Томпсон-Уилли       | 6:13,91 |
| 2     | Румыния    | Роксана Коджану, Николета Альбу, Кристина Григораш, Ирина Дорняну, Камелия Лупеску, Эникё Мирончик, Аделина Коджокарью, Йоана Ротару, Теодора Гидою        | 6:16,61 |
| 3     | Нидерланды | Якобин Венхувен, Нинке Кингма, Шанталь Ахтерберг, Сютске де Грут, Ролин Репелер ван Дриль, Клаудия Бельдербос, Карлин Боув, Аннемик де Хан, Анне Шеллекенс | 6:18,98 |

### Утешительный заезд
Четыре лучших экипажа выходят в финал.
| Место | Команда        | Спортсмены | Время   |
| ----- | -------------- | --- | ------- |
| 1     | Нидерланды     | Якобин Венховен, Нинке Кингма, Шанталь Ахтенберг, Ситске де Грот, Ролин Репелар ван Дрил, Клаудия Белдербос, Карлин Бау, Аннемик де Хан, Анне Схеллекенс | 6:15,36 |
| 2     | Румыния        | Роксана Коджану, Николета Альбу, Кристина Григораш, Ирина Дорняну, Камелия Лупеску, Эникё Мирончик, Аделина Коджокарью, Йоана Ротару, Теодора Гидою      | 6:16,16 |
| 3     | Австралия      | Ханна Вермерш, Рене Чаттертон, Робин Селби Смит, Сара Кук, Тесс Джерранд, Александра Хаган, Салли Кехо, Фуб Стэнли, Элизабет Патрик                      | 6:18,63 |
| 4     | Великобритания | Оливия Уитлам, Луиза Рив, Джессика Эдди, Линдси Магир, Наташа Пейдж, Анабель Вернон, Кэтрин Гривз, Виктория Торнли, Кэролин О'Коннор                     | 6:21,58 |
| 5     | Германия       | Роня Шютте, Юлия Лепке, Даниэла Шульце, Катрин Тим, Ульрике Зенневальд, Надя Дригалла, Катрин Марханд, Констанце Зиринг, Лаура Швензен                   | 6:27,69 |

### Финал
| Место | Команда        | Спортсмены | Время   |
| ----- | -------------- | --- | ------- |
| 1     | США            | Эрин Кафаро, Сьюзан Франсия, Эстер Лофгрен, Тейлор Ритцель, Меган Мусницки, Элеанор Логан, Кэролайн Линд, Кэрин Дэвис, Мэри Уиппл                        | 6:10,59 |
| 2     | Канада         | Джанин Хансон, Рейчел Винберг, Криста Гюлуан, Лорен Уилкинсон, Натали Мастраччи, Эшли Бжозович, Дарси Марквардт, Андреанн Морен, Лесли Томпсон-Уилли     | 6:12,06 |
| 3     | Нидерланды     | Якобин Венховен, Нинке Кингма, Шанталь Ахтенберг, Ситске де Грот, Ролин Репелар ван Дрил, Клаудия Белдербос, Карлин Бау, Аннемик де Хан, Анне Схеллекенс | 6:13,12 |
| 4     | Румыния        | Роксана Коджану, Николета Альбу, Кристина Григораш, Ирина Дорняну, Камелия Лупеску, Эникё Мирончик, Аделина Коджокарью, Йоана Ротару, Теодора Гидою      | 6:17,64 |
| 5     | Великобритания | Оливия Уитлам, Луиза Рив, Джессика Эдди, Линдси Магир, Наташа Пейдж, Анабель Вернон, Кэтрин Гривз, Виктория Торнли, Кэролин О'Коннор                     | 6:18,77 |
| 6     | Австралия      | Ханна Вермерш, Рене Чаттертон, Робин Селби Смит, Сара Кук, Тесс Джерранд, Александра Хаган, Салли Кехо, Фуб Стэнли, Элизабет Патрик                      | 6:18,86 |